# Smârdan, Galați
Smârdan là một xã thuộc hạt Galați, România. Dân số thời điểm năm 2002 là 4005 người.